# Les Matelles
Les Matelles [le ma.tɛ.lə], en occitan : Las Matèlas [las ma.'tɛ.lo̞s], sont une commune française, ancien chef-lieu de canton, située dans le nord-est du département de l'Hérault en région Occitanie.
Exposée à un climat méditerranéen, elle est drainée par le Lez, le Lirou, la Déridière et par deux autres cours d'eau. La commune possède un patrimoine naturel remarquable : deux sites Natura 2000 (« le Lez » et les « hautes garrigues du Montpelliérais ») et trois zones naturelles d'intérêt écologique, faunistique et floristique.
Les Matelles sont une commune rurale qui compte 2 068 habitants en 2022, après avoir connu une forte hausse de la population depuis 1962. Elle est dans l'unité urbaine des Matelles et fait partie de l'aire d'attraction de Montpellier. Ses habitants sont appelés les Matellois et Matelloises.

## Géographie

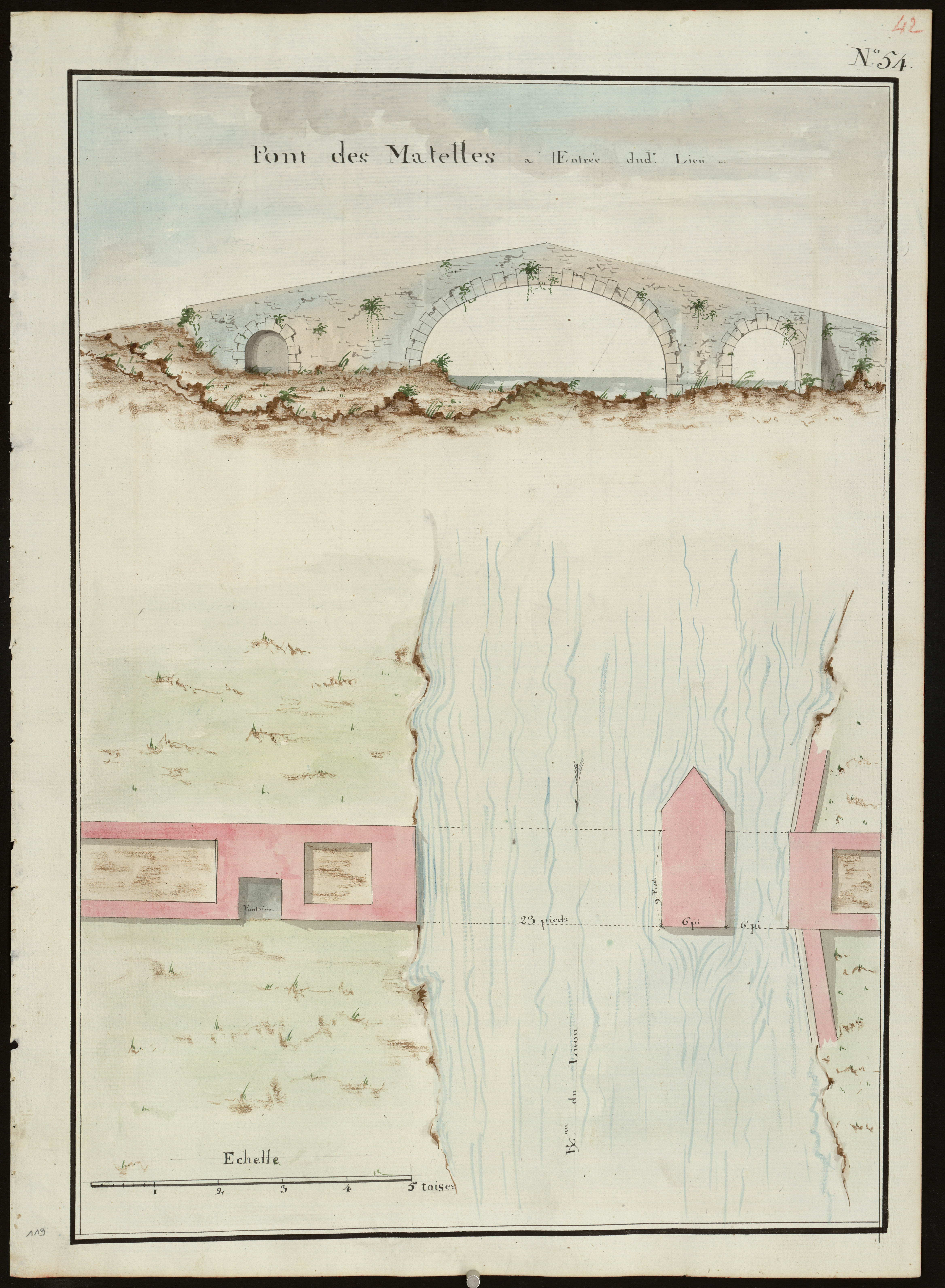
Plan, profil et élévation du pont des Matelles, sur le ruisseau du Lirou (1781-1790)

Située au pied du Pic Saint-Loup à une quinzaine de kilomètres au nord de Montpellier, la commune est traversée par le Lirou. L'essentiel de la commune est constituée de garrigues à chêne vert et de pinède. Le vieux village datant du XIIIe siècle se trouve sur la rive gauche du Lirou au confluent de la Déridière (rivières intermittentes). Le bâti s'étend aujourd'hui dans la plaine en direction des communes de Saint-Gély-du-Fesc, du Triadou et le long de l'ancienne route de Prades-le-Lez.
Bien qu'ancien chef-lieu de canton, le village s'est moins développé que certains de ses voisins (comme Saint-Mathieu-de-Tréviers), principalement pour des raisons géographiques : le village se trouve à l'écart des axes principaux Montpellier-Ganges et Montpellier-Quissac.

### Communes limitrophes
Les communes limitrophes sont Cazevieille, Murles, Prades-le-Lez, Saint-Clément-de-Rivière, Saint-Gély-du-Fesc, Saint-Jean-de-Cuculles, Le Triadou et Viols-en-Laval.
| Viols-en-Laval | Cazevieille        | Saint-Jean-de-Cuculles    |
| Murles         | Matelles           | Le Triadou, Prades-le-Lez |
|                | Saint-Gély-du-Fesc | Saint-Clément-de-Rivière  |

### Géologie
D'un point de vue géologique, le nord et l'ouest de la commune sont des collines du jurassique supérieur. Le sol est très rocailleux et les pentes relativement escarpées. Au sud-est du village, deux crêtes séparent la plaine des Matelles de celles du Plagnol et du Triadou. La tour médiévale de Vias se situe sur la plus occidentale de ces "serres", d'où elle permettait la défense du village. Les petites collines (Puech en occitan) et la plaine du Lirou constitue le reste de la commune, les calcaires durs (crétacé) qui dominent la source du Lez forme les collines du sud-est. La plaine très argileuse et fertile supporte les vignes, les oliveraies et les constructions récentes. On trouve sur la commune un certain nombre de hameaux isolés : Galabert sur la route de Ganges, Reganel sur la route de Saint-Gély-du-Fesc et Notre-Dame-des-Champs (ancien couvent) sur la route du Triadou.

### Hydrographie et relief
L'hydrographie est caractéristique des zones de contact entre plateaux calcaires et plaine du Bas-Languedoc. On trouve plusieurs grottes et résurgences sur la commune. L'eau qui s'infiltre sur les causses au nord du village, resurgit notamment par la source du Lirou, qui peut avoir un débit très important. Ces phénomènes liés aux reliefs karstiques de la région, alimente de nombreux cours d'eau intermittent de type oued.

### Climat
Pour des articles plus généraux, voir Climat de l'Occitanie et Climat de l'Hérault.
En 2010, le climat de la commune est de type climat méditerranéen franc, selon une étude s'appuyant sur une série de données couvrant la période 1971-2000. En 2020, Météo-France publie une typologie des climats de la France métropolitaine dans laquelle la commune est exposée à un climat méditerranéen et est dans la région climatique  Provence, Languedoc-Roussillon, caractérisée par une pluviométrie faible en été, un très bon ensoleillement (2 600 h/an), un été chaud (21,5 °C), un air très sec en été, sec en toutes saisons, des vents forts (fréquence de 40 à 50 % de vents > 5 m/s) et peu de brouillards.
Pour la période 1971-2000, la température annuelle moyenne est de 14,2 °C, avec une amplitude thermique annuelle de 16,6 °C. Le cumul annuel moyen de précipitations est de 900 mm, avec 6,8 jours de précipitations en janvier et 3,1 jours en juillet. Pour la période 1991-2020, la température moyenne annuelle observée sur la station météorologique la plus proche, située sur la commune de Prades-le-Lez à 6 km à vol d'oiseau, est de 14,6 °C et le cumul annuel moyen de précipitations est de 869,7 mm,. Pour l'avenir, les paramètres climatiques de la commune estimés pour 2050 selon différents scénarios d'émission de gaz à effet de serre sont consultables sur un site dédié publié par Météo-France en novembre 2022.

### Milieux naturels et biodiversité

#### Réseau Natura 2000

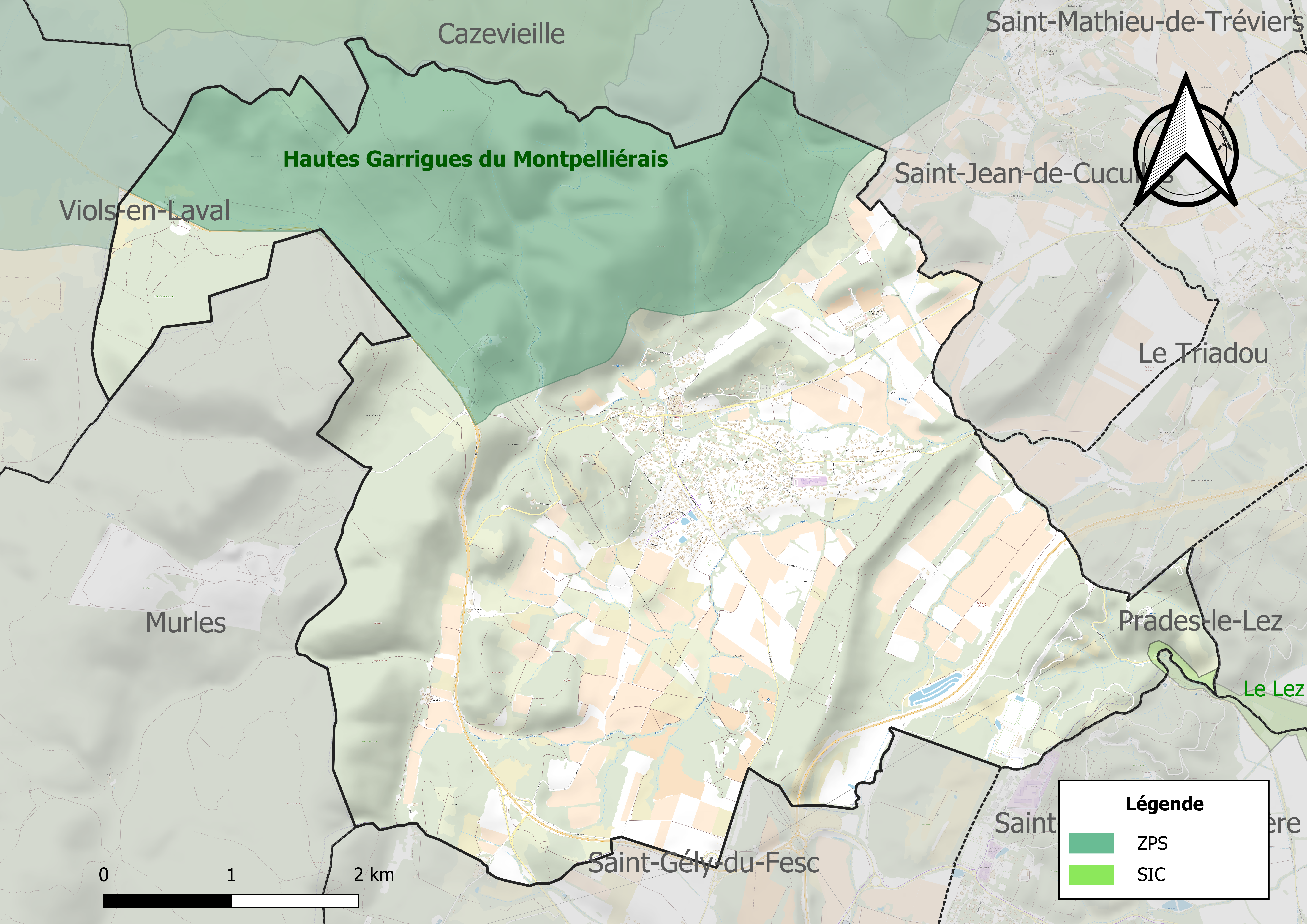
Site Natura 2000 sur le territoire communal.

Le réseau Natura 2000 est un réseau écologique européen de sites naturels d'intérêt écologique élaboré à partir des directives habitats et oiseaux, constitué de zones spéciales de conservation (ZSC) et de zones de protection spéciale (ZPS).
Un site Natura 2000 a été défini sur la commune au titre de la directive habitats :
- « le Lez », d'une superficie de 239 ha, l'unique site de présence du Chabot endémique, Cottus petiti[9]

et un au titre de la directive oiseaux : 
- les « hautes garrigues du Montpelliérais », d'une superficie de 45 444 ha, abritant trois couples d'Aigles de Bonelli, soit 30 % des effectifs régionaux[10].

#### Zones naturelles d'intérêt écologique, faunistique et floristique
L’inventaire des zones naturelles d'intérêt écologique, faunistique et floristique (ZNIEFF) a pour objectif de réaliser une couverture des zones les plus intéressantes sur le plan écologique, essentiellement dans la perspective d’améliorer la connaissance du patrimoine naturel national et de fournir aux différents décideurs un outil d’aide à la prise en compte de l’environnement dans l’aménagement du territoire.
Deux ZNIEFF de type 1 sont recensées sur la commune :
les « garrigues du puech Estrous » (230 ha), couvrant 3 communes du département et 
les « rivières du Lirou et du Lez » (127 ha), couvrant 7 communes du département
et une ZNIEFF de type 2, : 
les « garrigues boisées du nord-ouest du Montpelliérais » (16 219 ha), couvrant 17 communes du département.

Carte des ZNIEFF de type 1 et 2 aux Matelles.
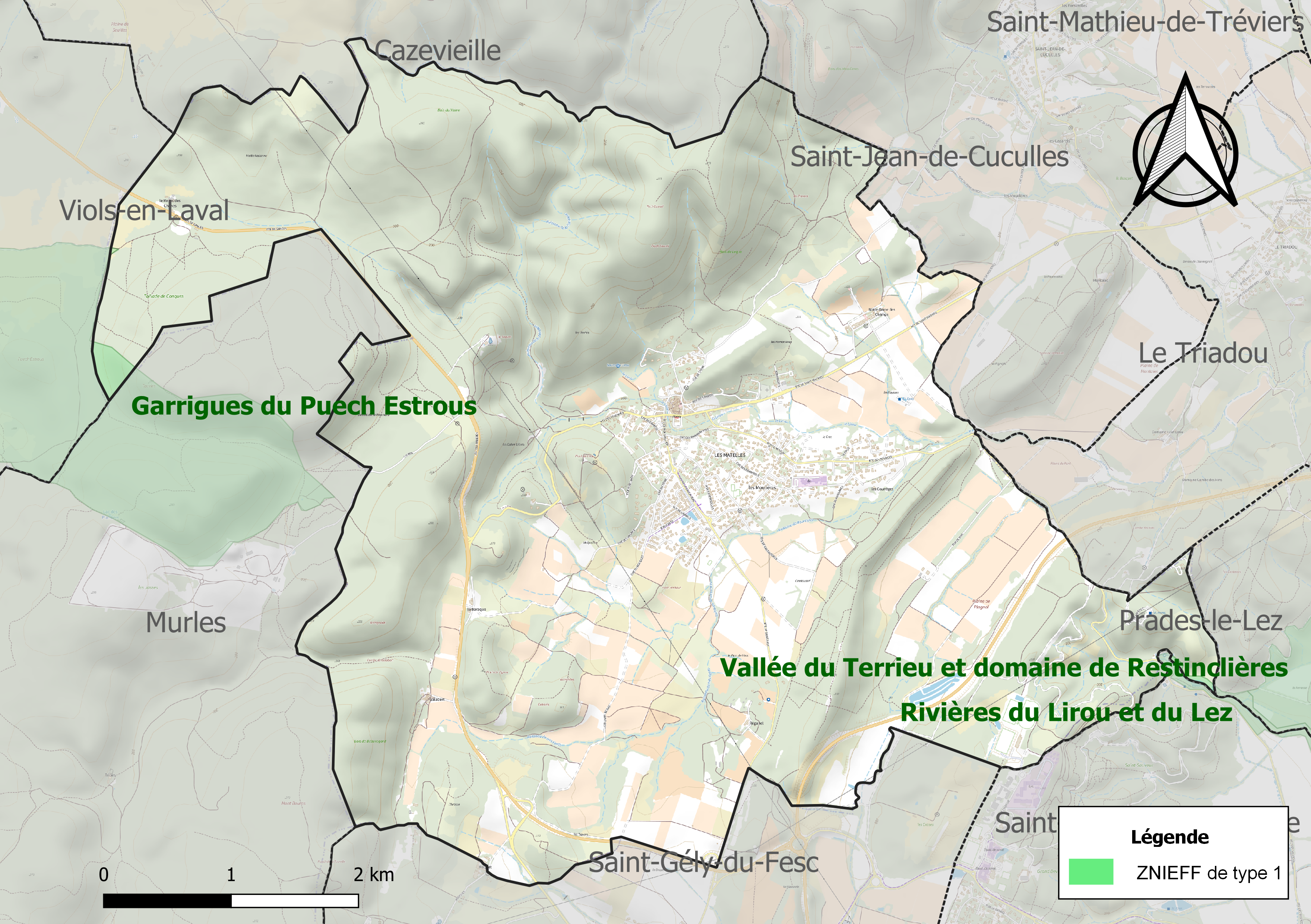
Carte des ZNIEFF de type 1 sur la commune.
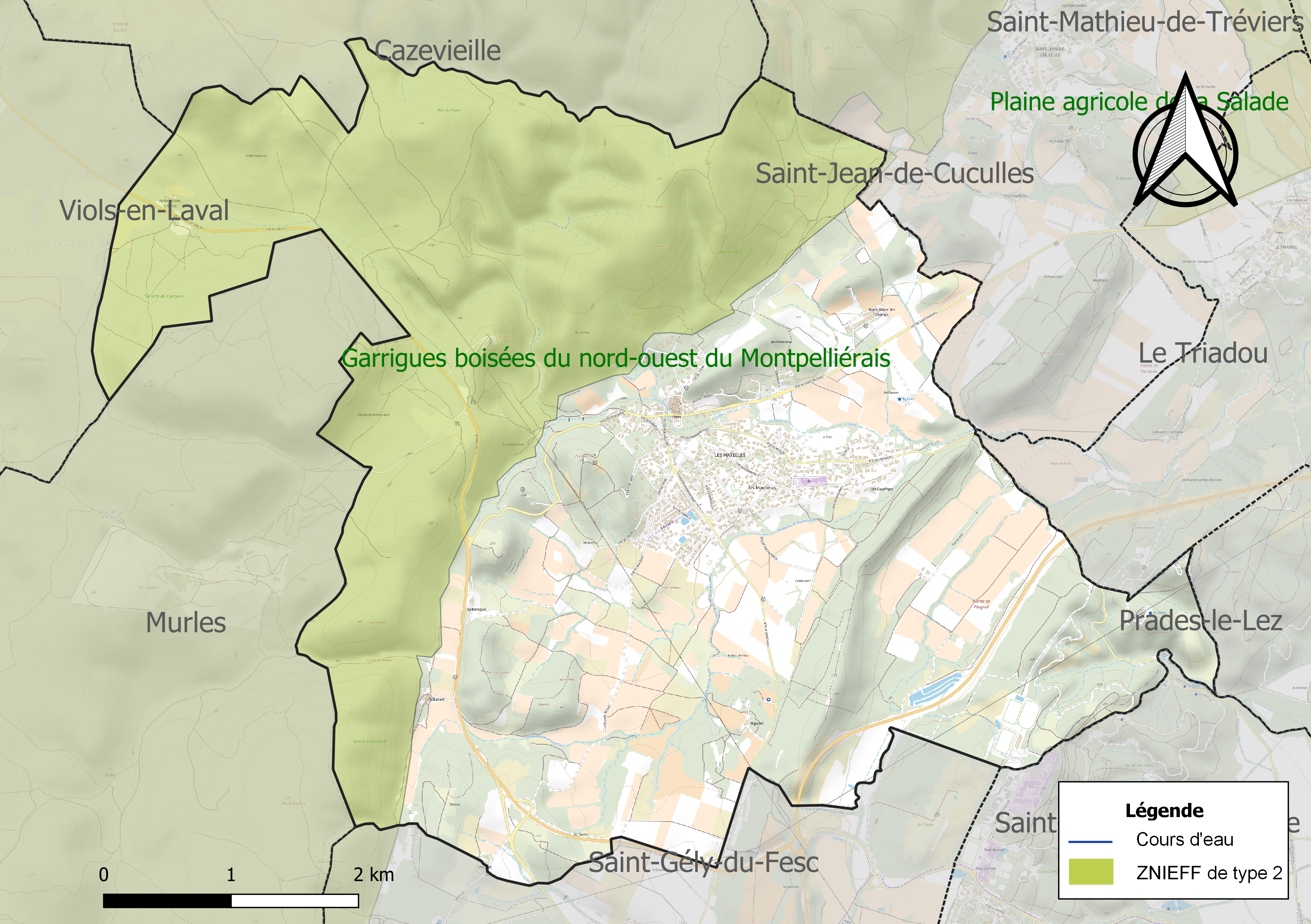
Carte de la ZNIEFF de type 2 sur la commune.

## Urbanisme

### Typologie
Au 1er janvier 2024, Les Matelles sont catégorisées bourg rural, selon la nouvelle grille communale de densité à sept niveaux définie par l'Insee en 2022.
Elle appartient à l'unité urbaine de Les Matelles, une unité urbaine monocommunale constituant une ville isolée,. Par ailleurs la commune fait partie de l'aire d'attraction de Montpellier, dont elle est une commune de la couronne,. Cette aire, qui regroupe 161 communes, est catégorisée dans les aires de 700 000 habitants ou plus (hors Paris),.

### Occupation des sols
L'occupation des sols de la commune, telle qu'elle ressort de la base de données européenne d’occupation biophysique des sols Corine Land Cover (CLC), est marquée par l'importance des forêts et milieux semi-naturels (59,5 % en 2018), en diminution par rapport à 1990 (62 %). La répartition détaillée en 2018 est la suivante : 
milieux à végétation arbustive et/ou herbacée (49,7 %), cultures permanentes (27 %), forêts (9,9 %), zones urbanisées (7,2 %), zones agricoles hétérogènes (3,9 %), zones industrielles ou commerciales et réseaux de communication (2,3 %). L'évolution de l’occupation des sols de la commune et de ses infrastructures peut être observée sur les différentes représentations cartographiques du territoire : la carte de Cassini (XVIIIe siècle), la carte d'état-major (1820-1866) et les cartes ou photos aériennes de l'IGN pour la période actuelle (1950 à aujourd'hui).

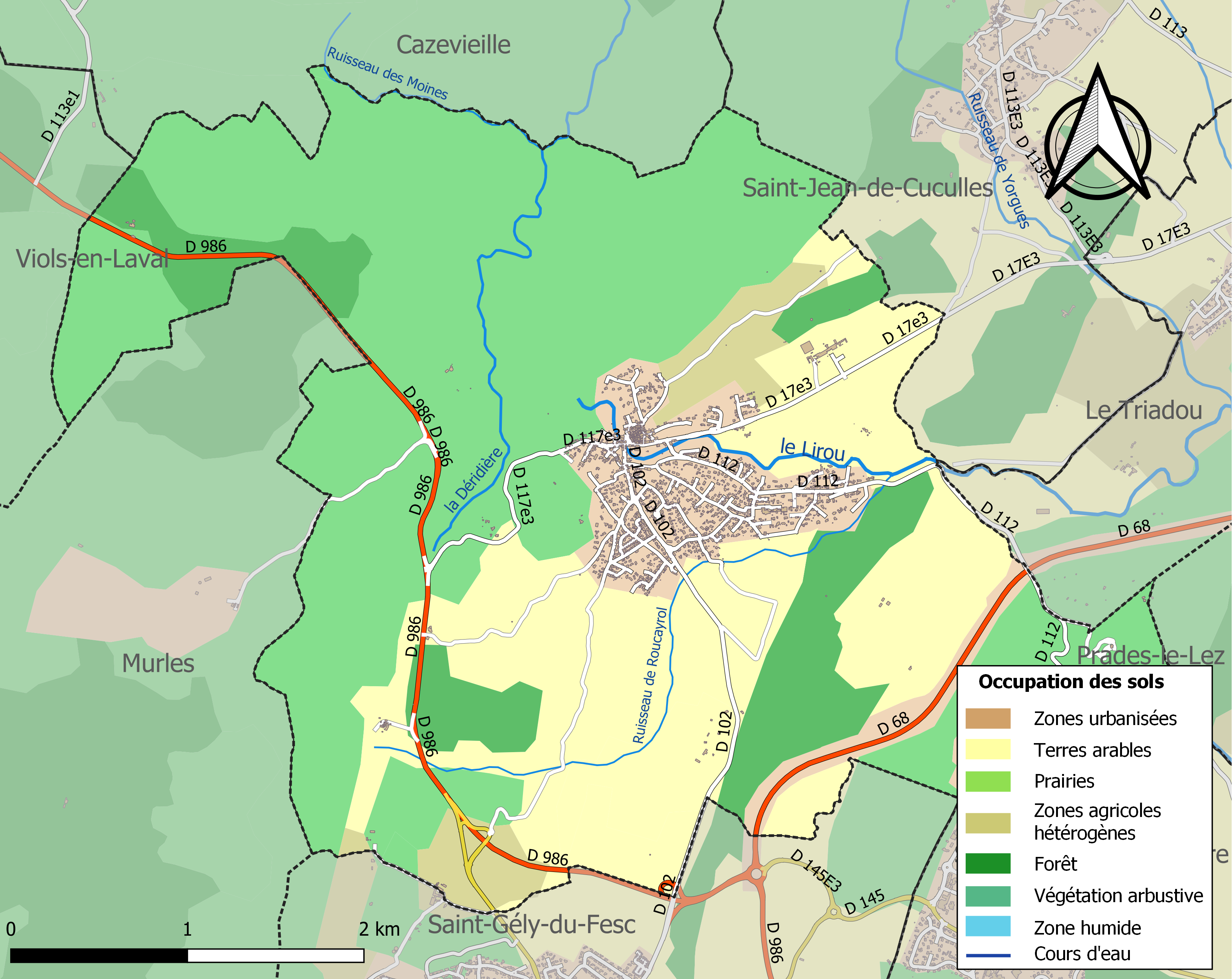
Carte des infrastructures et de l'occupation des sols de la commune en 2018 (CLC).

### Risques majeurs
Le territoire de la commune des Matelles est vulnérable à différents aléas naturels : météorologiques (tempête, orage, neige, grand froid, canicule ou sécheresse), inondations, feux de forêts et séisme (sismicité faible). Il est également exposé à un risque technologique,  le transport de matières dangereuses, et à deux risques particuliers : le risque minier et. Un site publié par le BRGM permet d'évaluer simplement et rapidement les risques d'un bien localisé soit par son adresse soit par le numéro de sa parcelle.

#### Risques naturels
La commune fait partie du territoire à risques importants d'inondation (TRI) de Montpellier-Lunel-Maugio-Palavas, regroupant 49 communes du bassin de vie de Montpellier et s'étendant sur les départements de l'Hérault et du Gard, un des 31 TRI qui ont été arrêtés fin 2012 sur le bassin Rhône-Méditerranée, retenu au regard des risques de submersions marines et de débordements du Vistre, du Vidourle, du Lez et de la Mosson. Parmi les événements significatifs antérieurs à 2019 qui ont touché le territoire, peuvent être citées les crues de septembre 2002 et de septembre 2003 (Vidourle) et les tempêtes de novembre 1982 et décembre 1997 qui ont touché le littoral. Des cartes des surfaces inondables ont été établies pour trois scénarios : fréquent (crue de temps de retour de 10 ans à 30 ans), moyen (temps de retour de 100 ans à 300 ans) et extrême (temps de retour de l'ordre de 1 000 ans, qui met en défaut tout système de protection). La commune a été reconnue en état de catastrophe naturelle au titre des dommages causés par les inondations et coulées de boue survenues en 1982, 1995, 2002, 2003, 2005 et 2014,.
Les Matelles sont exposées au risque de feu de forêt. Un plan départemental de protection des forêts contre les incendies (PDPFCI) a été approuvé en juin 2013 et court jusqu'en 2022, où il doit être renouvelé. Les mesures individuelles de prévention contre les incendies sont précisées par deux arrêtés préfectoraux et s’appliquent dans les zones exposées aux incendies de forêt et à moins de 200 mètres de celles-ci. L’arrêté du 25 avril 2002 réglemente l'emploi du feu en interdisant notamment d’apporter du feu, de fumer et de jeter des mégots de cigarette dans les espaces sensibles et sur les voies qui les traversent sous peine de sanctions. L'arrêté du 11 mars 2013 rend le débroussaillement obligatoire, incombant au propriétaire ou ayant droit,.

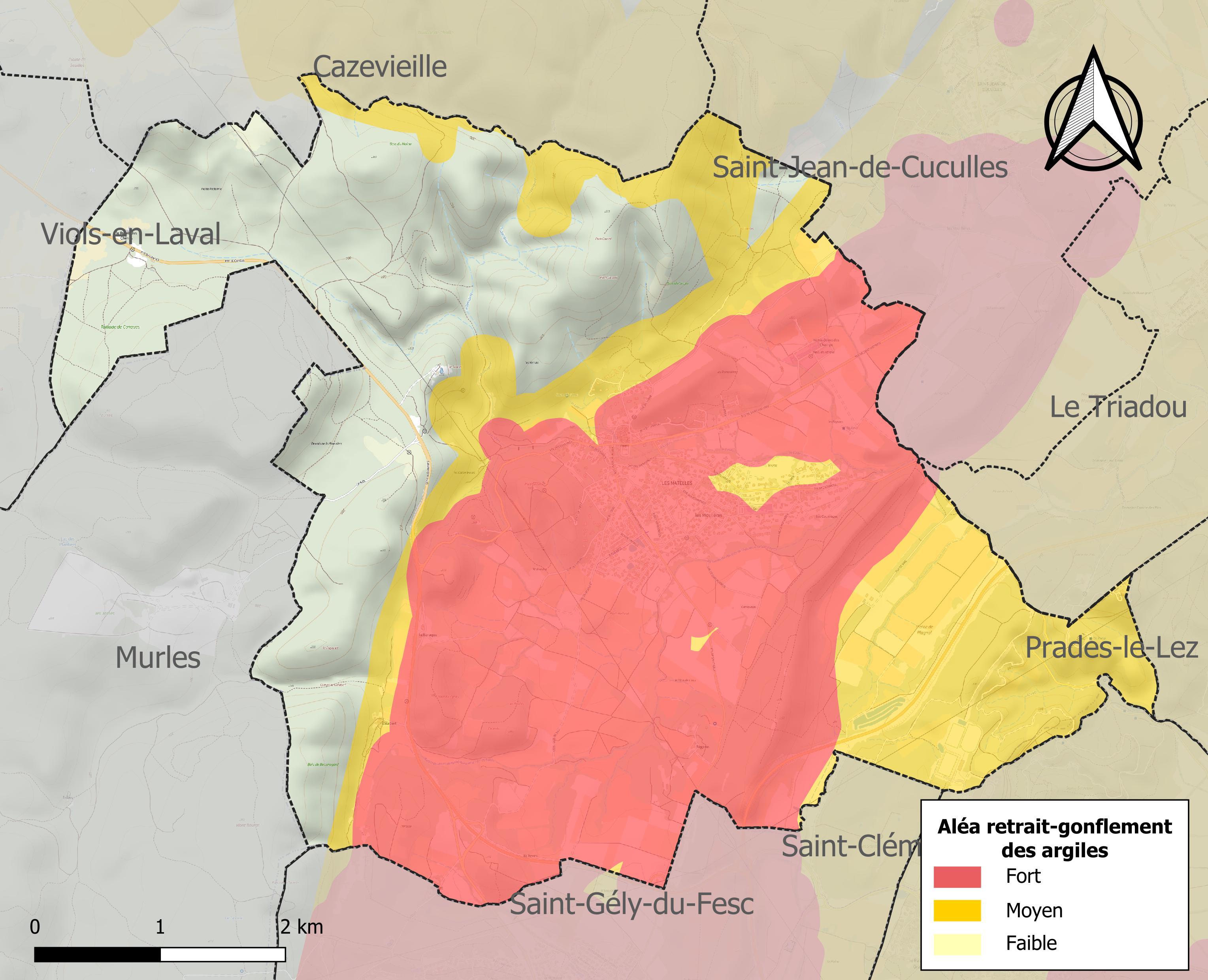
Carte des zones d'aléa retrait-gonflement des sols argileux des Matelles.

Le retrait-gonflement des sols argileux est susceptible d'engendrer des dommages importants aux bâtiments en cas d’alternance de périodes de sécheresse et de pluie. 67,4 % de la superficie communale est en aléa moyen ou fort (59,3 % au niveau départemental et 48,5 % au niveau national). Sur les 739 bâtiments dénombrés sur la commune en 2019, 737 sont en aléa moyen ou fort, soit 100 %, à comparer aux 85 % au niveau départemental et 54 % au niveau national. Une cartographie de l'exposition du territoire national au retrait gonflement des sols argileux est disponible sur le site du BRGM,.
Par ailleurs, afin de mieux appréhender le risque d’affaissement de terrain, l'inventaire national des cavités souterraines permet de localiser celles situées sur la commune.

#### Risques technologiques
Le risque de transport de matières dangereuses sur la commune est lié à sa traversée par des infrastructures routières ou ferroviaires importantes ou la présence d'une canalisation de transport d'hydrocarbures. Un accident se produisant sur de telles infrastructures est susceptible d’avoir des effets graves sur les biens, les personnes ou l'environnement, selon la nature du matériau transporté. Des dispositions d’urbanisme peuvent être préconisées en conséquence.

#### Risque particulier
L’étude Scanning de Géodéris réalisée en 2008 a établi pour le département de l’Hérault une identification rapide des zones de risques miniers liés à l’instabilité des terrains.  Elle a été complétée en 2015 par une étude approfondie sur les anciennes exploitations minières du bassin houiller de Graissessac et du district polymétallique de Villecelle. La commune est ainsi concernée par le risque minier, principalement lié à l’évolution des cavités souterraines laissées à l’abandon et sans entretien après l’exploitation des mines.

## Toponymie
Le nom des Matelles vient du languedocien, un des dialectes régionaux de l'occitan : " la mata" (pl. "las matas"), en français : buisson(s), bouquet(s) d'arbres. Le toponyme occitan actuel "Las Matèlas" serait à son tour une dérivation toponymique attestée depuis le 12 siècle.

## Histoire
Le site des Matelles est occupé depuis le paléolithique, comme en témoigne le musée où l'on peut voir les résultats de plusieurs fouilles archéologiques effectuées autour du village.
Lors de la Révolution française, les citoyens de la commune se réunissent au sein de la société révolutionnaire, baptisée « société populaire » en l’an II.
Ayant connu une prospérité et une expansion locale relative lors du Moyen Âge, l'économie est restée essentiellement pastorale et rurale jusqu'en 1980. Désormais, l'essentiel des Matellois travaillent dans l'agglomération montpelliéraine.
La commune connaît cependant aujourd'hui une croissance démographique rapide, avec l'installation de nouveaux habitants périurbains qui travaillent souvent dans Montpellier et son agglomération.
Le nouveau quartier du tribe à l'entrée du village, mêlant l'habitat individuel et collectif va permettre aux Matelles d'atteindre le seuil des 2 000 habitants à l'horizon 2010.

## Politique et administration

### Liste des maires
| Période      | Période     | Identité         | Étiquette | Qualité                                      |
| ------------ | ----------- | ---------------- | --------- | -------------------------------------------- |
| 1947         | 1953        | Joseph Martin    |           |                                              |
| 1953         | 15 mai 1954 | Marthe Vincent   |           |                                              |
| 18 juin 1954 | 1977        | Augustin Recouly |           |                                              |
| 1977         | 1995        | Paulette Martin  |           |                                              |
| 1995         | 2001        | Anne Étourneau   |           |                                              |
| 2001         | En cours    | Alain Barbe      | DVG       | Cadre Président de la Communauté de Communes |

### Tendances politiques et résultats
Par rapport au niveau national, les résultats électoraux présentés dans le tableau ci-dessous démontrent une légère surreprésentation de la gauche et du centre au sein de cette commune proche de Montpellier, au détriment de l'extrême-droite.
| Scrutin             | Scrutin             | 1er tour | 1er tour    | 1er tour | 1er tour | 1er tour   | 1er tour | 1er tour | 1er tour  | 1er tour | 1er tour | 1er tour   | 1er tour | 2d tour | 2d tour | 2d tour | 2d tour | 2d tour | 2d tour |
| Scrutin             | Scrutin             | 1er      | 1er         | %        | 2e       | 2e         | %        | 3e       | 3e        | %        | 4e       | 4e         | %        | 1er     | 1er     | %       | 2e      | 2e      | %       |
| ------------------- | ------------------- | -------- | ----------- | -------- | -------- | ---------- | -------- | -------- | --------- | -------- | -------- | ---------- | -------- | ------- | ------- | ------- | ------- | ------- | ------- |
| Présidentielle 2017 | Présidentielle 2017 |          | LFI         | 25,44    |          | EM         | 24,85    |          | FN        | 17,91    |          | LR         | 17,18    |         | EM      | 71,27   |         | FN      | 28,73   |
| Présidentielle 2022 | Présidentielle 2022 |          | LREM        | 29,96    |          | LFI        | 22,18    |          | RN        | 16,74    |          | EELV       | 8,26     |         | LREM    | 65,35   |         | RN      | 34,65   |
| Législatives 2022   | 4e                  |          | LFI (NUPES) | 30,96    |          | LREM (ENS) | 26,15    |          | RN        | 15,69    |          | PS (diss.) | 6,49     |         | LFI     | 57,25   |         | RN      | 42,75   |
| Législatives 2024   | 4e                  |          | LFI (NFP)   | 34,45    |          | RN         | 31,41    |          | HOR (ENS) | 29,74    |          | REC        | 2,73     |         | LFI     | 58,28   |         | RN      | 41,72   |

## Démographie
Au dernier recensement, la commune comptait 2068 habitants.
| 1793 | 1800 | 1806 | 1821 | 1831 | 1836 | 1841 | 1846 | 1851 |
| ---- | ---- | ---- | ---- | ---- | ---- | ---- | ---- | ---- |
| 296  | 331  | 395  | 382  | 372  | 349  | 328  | 354  | 501  |

| 1856 | 1861 | 1866 | 1872 | 1876 | 1881 | 1886 | 1891 | 1896 |
| ---- | ---- | ---- | ---- | ---- | ---- | ---- | ---- | ---- |
| 516  | 493  | 670  | 489  | 470  | 469  | 462  | 456  | 471  |

| 1901 | 1906 | 1911 | 1921 | 1926 | 1931 | 1936 | 1946 | 1954 |
| ---- | ---- | ---- | ---- | ---- | ---- | ---- | ---- | ---- |
| 485  | 443  | 473  | 391  | 421  | 422  | 412  | 329  | 357  |

| 1962 | 1968 | 1975 | 1982 | 1990  | 1999  | 2006  | 2011  | 2016  |
| ---- | ---- | ---- | ---- | ----- | ----- | ----- | ----- | ----- |
| 317  | 328  | 434  | 780  | 1 150 | 1 429 | 1 548 | 1 747 | 2 015 |

| 2021  | 2022  | - | - | - | - | - | - | - |
| ----- | ----- | - | - | - | - | - | - | - |
| 2 047 | 2 068 | - | - | - | - | - | - | - |

## Économie

### Revenus
En 2018, la commune compte 819 ménages fiscaux, regroupant 2 133 personnes. La médiane du revenu disponible par unité de consommation est de 26 010 € (20 330 € dans le département). 63 % des ménages fiscaux sont imposés (45,8 % dans le département).

### Emploi
|                | 2008   | 2013   | 2018  |
| -------------- | ------ | ------ | ----- |
| Commune        | 4,4 %  | 6,3 %  | 6,3 % |
| Département    | 10,1 % | 11,9 % | 12 %  |
| France entière | 8,3 %  | 10 %   | 10 %  |

En 2018, la population âgée de 15 à 64 ans s'élève à 1 222 personnes, parmi lesquelles on compte 77,3 % d'actifs (71 % ayant un emploi et 6,3 % de chômeurs) et 22,7 % d'inactifs,. Depuis 2008, le taux de chômage communal (au sens du recensement) des 15-64 ans est inférieur à celui de la France et du département.
La commune fait partie de la couronne de l'aire d'attraction de Montpellier, du fait qu'au moins 15 % des actifs travaillent dans le pôle,. Elle compte 276 emplois en 2018, contre 276 en 2013 et 217 en 2008. Le nombre d'actifs ayant un emploi résidant dans la commune est de 885, soit un indicateur de concentration d'emploi de 31,2 % et un taux d'activité parmi les 15 ans ou plus de 58,8 %.
Sur ces 885 actifs de 15 ans ou plus ayant un emploi, 129 travaillent dans la commune, soit 15 % des habitants. Pour se rendre au travail, 88,7 % des habitants utilisent un véhicule personnel ou de fonction à quatre roues, 2,9 % les transports en commun, 5,1 % s'y rendent en deux-roues, à vélo ou à pied et 3,2 % n'ont pas besoin de transport (travail au domicile).

### Activités hors agriculture

#### Secteurs d'activités
152 établissements sont implantés  aux Matelles au 31 décembre 2019. Le tableau ci-dessous en détaille le nombre par secteur d'activité et compare les ratios avec ceux du département,.
| Secteur d'activité                                                                                        | Commune | Commune | Département |
| Secteur d'activité                                                                                        | Nombre  | %       | %           |
| --- | ------- | ------- | ----------- |
| Ensemble                                                                                                  | 152     | 100 %   | (100 %)     |
| Industrie manufacturière, industries extractives et autres                                                | 6       | 3,9 %   | (6,7 %)     |
| Construction                                                                                              | 20      | 13,2 %  | (14,1 %)    |
| Commerce de gros et de détail, transports, hébergement et restauration                                    | 26      | 17,1 %  | (28 %)      |
| Information et communication                                                                              | 5       | 3,3 %   | (3,3 %)     |
| Activités financières et d'assurance                                                                      | 3       | 2 %     | (3,2 %)     |
| Activités immobilières                                                                                    | 10      | 6,6 %   | (5,3 %)     |
| Activités spécialisées, scientifiques et techniques et activités de services administratifs et de soutien | 30      | 19,7 %  | (17,1 %)    |
| Administration publique, enseignement, santé humaine et action sociale                                    | 38      | 25 %    | (14,2 %)    |
| Autres activités de services                                                                              | 14      | 9,2 %   | (8,1 %)     |

Le secteur de l'administration publique, l'enseignement, la santé humaine et l'action sociale est prépondérant sur la commune puisqu'il représente 25 % du nombre total d'établissements de la commune (38 sur les 152 entreprises implantées aux Matelles), contre 14,2 % au niveau départemental.

#### Entreprises et commerces
Plusieurs petits commerces font vivre le village toute l'année : un bar-brasserie (sans doute le seul en France qui se situe dans le bâtiment même de la mairie), une boucherie, une boulangerie, une épicerie, une pharmacie, deux restaurants, un salon de coiffure, un tabac-presse, plusieurs cabinets médicaux et paramédicaux. La société Présence Verte (service à domicile) y a installé ses bureaux. L'ancien couvent de Notre-Dame-des-Champs est désormais une maison de retraite. Il se trouve aussi un commerçant de fruits et légumes qui vient tous les mercredis.

### Agriculture
|               | 1988 | 2000 | 2010 | 2020 |
| ------------- | ---- | ---- | ---- | ---- |
| Exploitations | 23   | 16   | 10   | 5    |
| SAU (ha)      | 204  | 208  | 198  | 82   |

La commune est dans le « Soubergues », une petite région agricole occupant le nord-est du département de l'Hérault. En 2020, l'orientation technico-économique de l'agriculture  sur la commune est la viticulture. Cinq exploitations agricoles ayant leur siège dans la commune sont dénombrées lors du recensement agricole de 2020 (23 en 1988). La superficie agricole utilisée est de 82 ha,,.

## Culture locale et patrimoine

### Lieux et monuments
- Les Matelles exercent un attrait touristique local assez important, principalement grâce à son « vieux village » (médiéval), conservé en parfait état.
- La commune accueille la Maison des Consuls - Musée d'arts et d'archéologie, musée intercommunal de la Préhistoire, situé dans le vieux village.
- D'un point de vue spéléologique et géologique, la résurgence du Lirou est un paysage remarquable par sa falaise de plus de 20 m au-dessus d'une cascade importante dès que l'eau coule.
- On trouve sur la commune plusieurs gouffre (avens) et grottes.
- Église Notre-Dame-de-l'Assomption des Matelles.
- Chapelle de Notre-Dame des Champs.
- Chapelle du couvent de Notre-Dame des Champs.

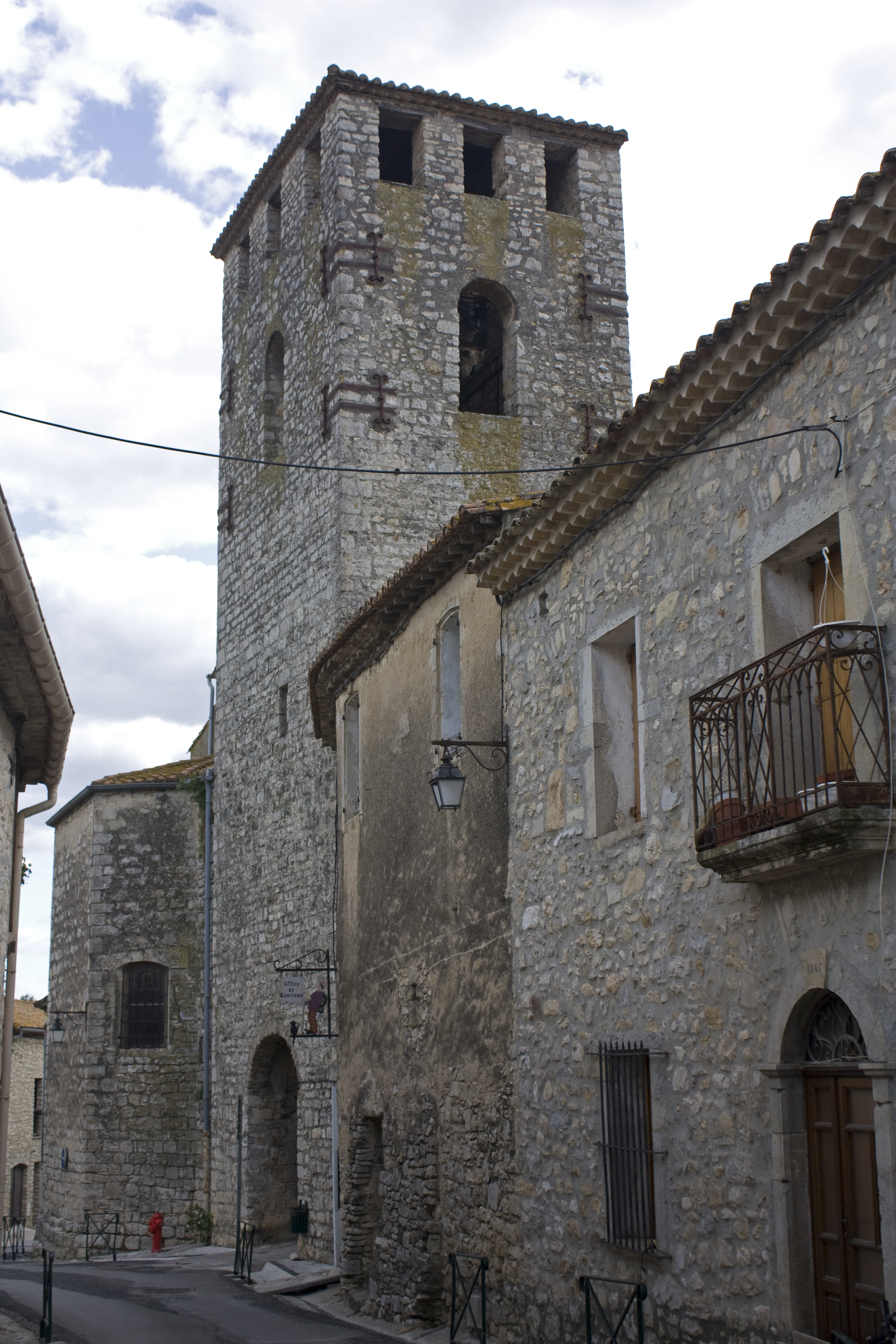
Église Notre-Dame-de-l'Assomption
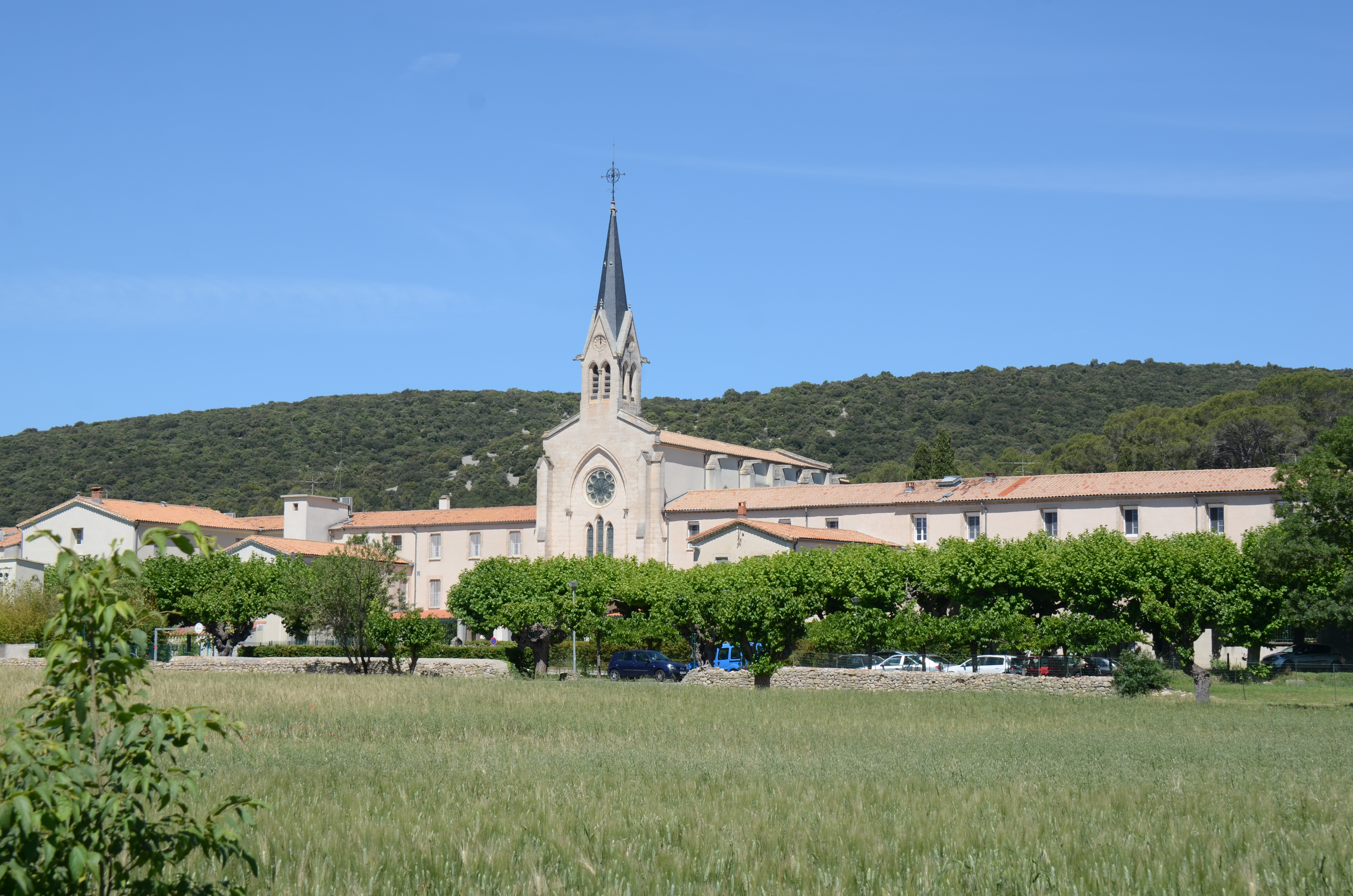
Chapelle du couvent de Notre-Dame des Champs

### Personnalités liées à la commune
Personnes associées aux Matelles :
- Pierre Granier, sculpteur (il a participé à la réalisation des sculptures de Versailles), dont c'est le village natal ;
- Albertine Sarrazin, romancière, qui repose aux Matelles, où elle avait choisi de vivre, avant d'être réinhumée le 24 juin 1978 dans une propriété privée ;
- Ossias Dumas (1826-1874) né aux Matelles, Saint-Cyrien, et son frère Scipion Dumas, polytechnicien, dont la conduite républicaine lors du coup d'État de Napoléon III est décrite par Victor Hugo dans Histoire d'un crime. (voir le texte dans Wikisource : http://fr.wikisource.org/wiki/Histoire_d%E2%80%99un_crime_-_III#XIV._Ossian_et_Scipion) ;
- André Soulas ;
- Auguste Fabre.
- Arthur Cazaux

### Héraldique
|  | Les armoiries de Les Matelles se blasonnent ainsi : D’or à la lettre onciale M de gueules; au chef du même chargé de trois croisettes d'argent. |

## Fêtes et traditions
La commune compte de nombreuses associations qui font de la commune des Matelles un village en perpétuel mouvement, avec notamment son foyer rural et ses différentes fêtes comme la fête votive du 15-Août qui rassemble beaucoup de monde, la fête médiévale, le festival en occitan "Lo Son dau Bartàs", le marché de la création, des potiers ou encore du livre ancien et de nombreuses autres animations tout le long de l'année.